# Tom, Dick and Harry

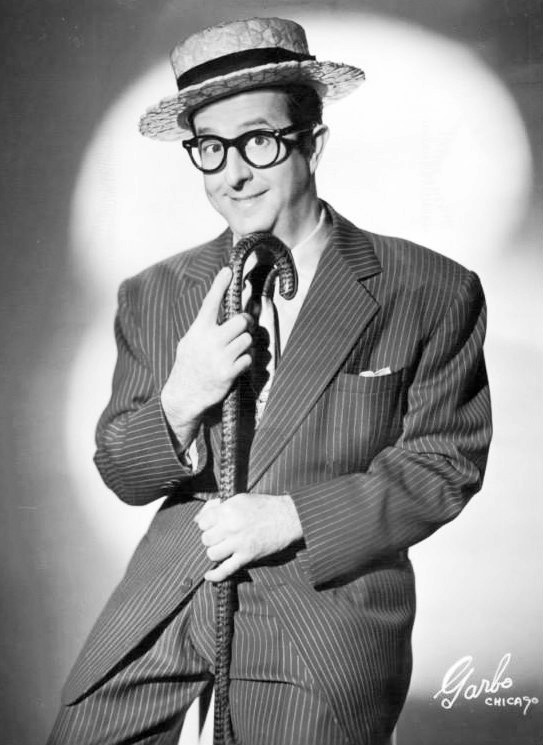
Phil Silvers começou no vaudeville e estreou no cinema em 1940. Atuou muitas vezes como alívio cômico em musicais e filmes leves, geralmente como amigo do herói.Foi muito popular na TV com o seu The Phil Silvers Show (1955-1959). Faleceu em 1985, vítima de ataque cardíaco.

Tom, Dick and Harry é um filme estadunidense de 1941, do gênero comédia, dirigido por Garson Kanin e estrelado por Ginger Rogers e George Murphy. O filme marca várias despedidas para a RKO Pictures: última produção da unidade comandada por Robert Sisk; último trabalho do diretor Kanin, que engajou-se no serviço militar; e, principalmente, última vez que a estrela Ginger atuou sob contrato. Agora uma freelancer, a RKO teria de disputar seus préstimos com outros e mais poderosos estúdios.
O roteiro de Paul Jarrico recebeu uma indicação ao Oscar.
Muito em virtude da popularidade de Ginger, o filme deu um lucro de US$ 234 000, em valores da época.
Segundo o crítico Ken Wlaschin, este é um dos dez melhores filmes de Ginger Rogers.
Em 1958, a RKO lançou uma nova versão da história, um musical intitulado The Girl Most Likely, com Jane Powell e Cliff Robertson.

## Sinopse
Janie não consegue escolher entre três pretendentes: o vendedor de carros Tom, o rico Dick ou o esquerdista Harry. Ela aceita um pretendente, sonha sobre a vida de casada com ele, e muda de ideia. Surpreendentemente, ela acaba por se decidir pelo eternamente desempregado Harry, que faz com que sinos toquem cada vez que a beija.

## Premiações
| Prêmio | Categoria               | Situação |
| ------ | ----------------------- | -------- |
| Oscar  | Melhor Roteiro Original | Indicado |

- Escolhido pelo National Board of Review um dos Dez Melhores Filmes do Ano

## Elenco
| Ator/Atriz         | Personagem         |
| ------------------ | ------------------ |
| Ginger Rogers      | Janie              |
| George Murphy      | Tom                |
| Alan Marshal       | Dick               |
| Burgess Meredith   | Harry              |
| Joe Cunningham     | Pop                |
| Jane Seymour       | Mãe                |
| Lenore Lonergan    | Barbara            |
| Vicki Lester       | Paula              |
| Phil Silvers       | Phil, o sorveteiro |
| Betty Breckenridge | Gertrude           |